# الانتخابات الرئاسية الأذربيجانية 2018

شعار جمهورية أذربيجان.

أُجريت الانتخابات الرئاسية في أذربيجان في 11 أبريل 2018. وهي الانتخابات الأولى منذ الاستفتاء الدستوري عام 2016، الذي مدد الولاية الرئاسية من خمس إلى سبع سنوات. أعيد انتخاب الرئيس الحالي إلهام علييف رئيسًا لولاية مدتها سبع سنوات.
وصفت الانتخابات التي جرت في سياق استبدادي بأنها مزورة. تم استبعاد أحزاب المعارضة الرئيسية قبل الانتخابات وسجن نظام علييف شخصيات معارضة رئيسية. ترشح ثمانية مرشحين للرئاسة، على الرغم من وجود شكوك حول ما إذا كان مرشحو المعارضة مرشحين حقيقيين؛ طلب زاهد أوروج (المرشح صاحب المركز الثاني) من أنصاره التصويت لصالح علييف وأشاد بنظامه.